# Vollversion
Eine Vollversion ist ein Computerprogramm, das in vollem Funktionsumfang zur Verfügung steht.
Im Gegensatz zur Vollversion steht eine eingeschränkte Version eines Programms. Dies kann eine Demo sein oder ein Shareware-Produkt, das üblicherweise erst nach Bezahlung mit Hilfe eines Schlüssels zur Vollversion freigeschaltet werden kann. Ebenfalls abzugrenzen ist eine OEM-Version, bei der das Programm in Verbindung mit einer Hardware erworben wird. Sie kann einer Vollversion entsprechen oder aber mit einer Nutzungseinschränkung versehen sein. So kann beispielsweise ein Brennprogramm nur für den erworbenen Brennertyp angewendet werden.
Ist ein Computerprogramm noch nicht fertiggestellt, jedoch schon benutzbar, so wird dies als Early access bezeichnet.
Eine Vollversion ist nicht von einem Kaufpreis abhängig. Auch Freeware kann eine Vollversion sein. Dies bedeutet aber nicht, dass der Nutzer das Recht hat, das Programm beliebig zu verwenden oder zu verbreiten. Dies hat er nur bei sogenannter Public Domain Software. Verkaufsversionen ("Kommerzware") die im Handel oder Online verkauft werden, sind in der Regel Vollversionen, vereinzelt werden aber auch Demoversionen verkauft. Der Kaufpreis ist also kein Anhaltspunkt für eine Vollversion.